# Cantón de Baud
El cantón de Baud era una división administrativa francesa, que estaba situada en el departamento de Morbihan y la región de Bretaña.

## Composición
El cantón estaba formado por seis comunas:
- Baud
- Bieuzy
- Guénin
- Melrand
- Pluméliau
- Saint-Barthélemy

## Supresión del cantón de Baud
En aplicación del Decreto n.º 2014-215 de 21 de febrero de 2014, el cantón de Baud fue suprimido el 22 de marzo de 2015 y sus 6 comunas pasaron a formar parte del nuevo cantón de Pontivy.